# عبدالهادی آقایان
عبدالهادی آقایان سیاست‌مدار ایرانی بود، که در دوره بیست و سوم و دوره بیست و چهارم مجلس شورای ملی بعنوان نماینده شاهرود از استان سمنان در مجلس شورای ملی حضور داشت.خانواده اقایان ازخانواده های ثروتمند شاهرود هستند که اموال و اراضی قابل توجه ای در نقاط مختلف کشور دارند وی همچنین پسر دایی ناصر اقایان صاحب کارخانه های قند و‌شکر ان منطقه است 